# Lotto/2025
Deze pagina geeft een overzicht van de wielerploeg Lotto in 2025.

## Algemeen
Algemeen manager: Stéphane Heulot
Ploegleiders: Mario Aerts, Dirk Demol, Tony Gallopin, Nikolas Maes, Kurt Van de Wouwer, Marc Wauters
Fietsmerk: Orbea
Kleding: Vermarc

## Renners

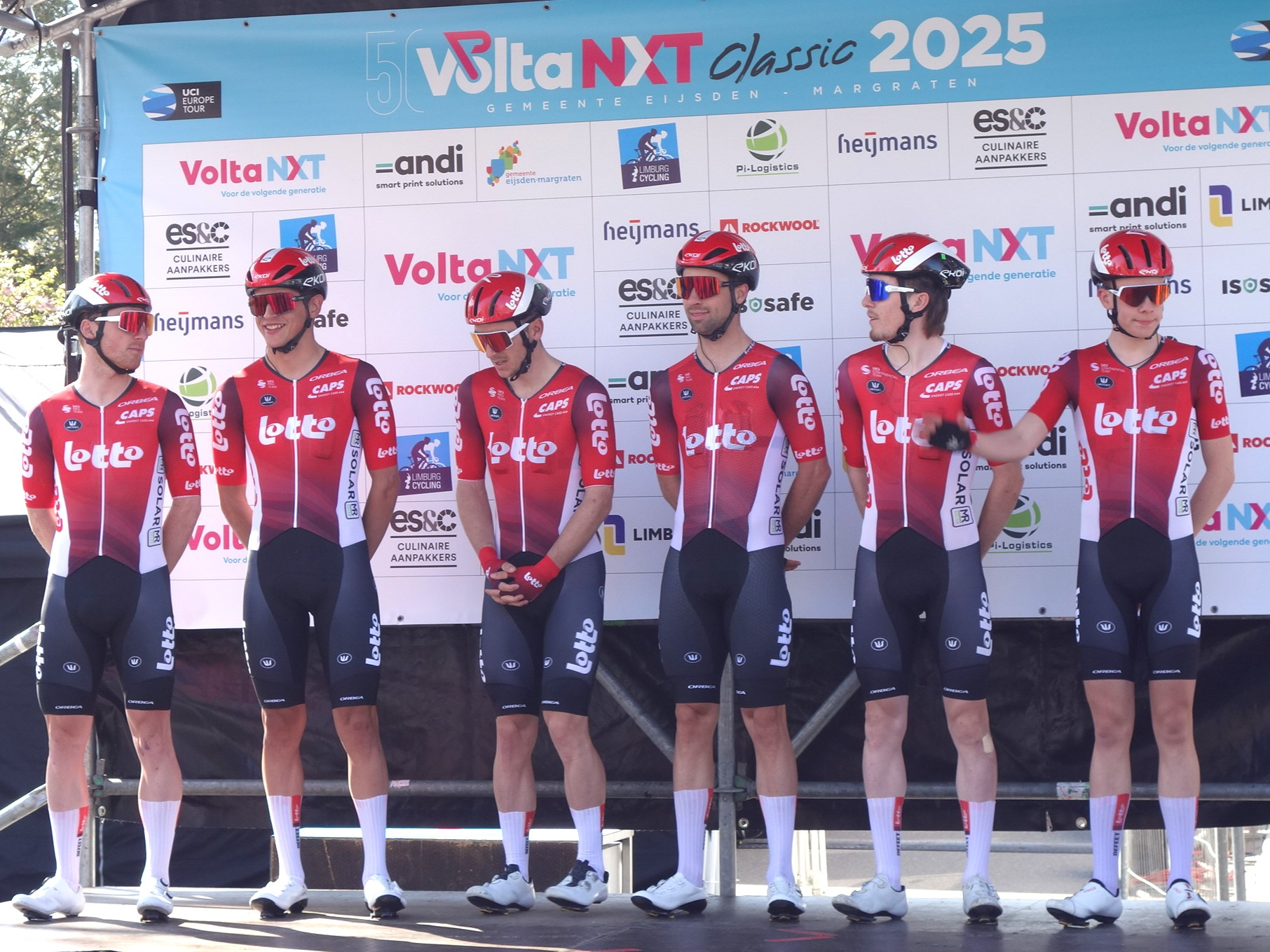
De ploeg in de Volta NXT Classic 2025.

| Naam                   | Geboortedatum | Nationaliteit       | Ploeg 2024                                  |
| ---------------------- | ------------- | ------------------- | ------------------------------------------- |
| Toon Aerts **          | 19-10-1993    | België              | Deschacht-Hens-FSP                          |
| Jenno Berckmoes        | 04-02-2001    | België              |                                             |
| Cédric Beullens        | 27-01-1997    | België              |                                             |
| Lars Craps             | 17-10-2001    | België              | Team Flanders-Baloise                       |
| Logan Currie           | 24-06-2001    | Nieuw-Zeeland       |                                             |
| Jasper De Buyst        | 24-11-1993    | België              |                                             |
| Arnaud De Lie          | 16-03-2002    | België              |                                             |
| Steffen De Schuyteneer | 24-02-2005    | België              | Lotto Dstny Development Team                |
| Jarrad Drizners        | 31-05-1999    | Australië           |                                             |
| Joshua Giddings        | 20-07-2003    | Verenigd Koninkrijk | Lotto Dstny Development Team                |
| Jonas Gregaard         | 30-07-1996    | Denemarken          |                                             |
| Sébastien Grignard     | 29-04-1999    | België              |                                             |
| Arjen Livyns           | 01-09-1994    | België              |                                             |
| Milan Menten           | 31-10-1996    | België              |                                             |
| Robin Orins            | 06-03-2002    | België              | Lotto Dstny Development Team                |
| Alec Segaert           | 16-01-2003    | België              |                                             |
| Eduardo Sepúlveda      | 13-06-1991    | Argentinië          |                                             |
| Liam Slock             | 18-09-2000    | België              |                                             |
| Lionel Taminiaux       | 21-05-1996    | België              |                                             |
| Reuben Thompson        | 15-02-2001    | Nieuw-Zeeland       | Groupama-FDJ                                |
| Jarne Van de Paar      | 23-10-2000    | België              |                                             |
| Lorenz Van de Wynkele  | 19-08-2001    | België              | Lotto Dstny Development Team                |
| Lennert Van Eetvelt    | 17-07-2001    | België              |                                             |
| Brent Van Moer         | 12-01-1998    | België              |                                             |
| Henri Vandenabeele     | 15-04-2000    | België              |                                             |
| Baptiste Veistroffer   | 29-05-2000    | Frankrijk           | Decathlon AG2R La Mondiale Development Team |
| Elia Viviani*          | 07-02-1989    | Italië              | INEOS Grenadiers                            |

*vanaf 20/2 
** vanaf 7/4

### Vertrokken
| Naam               | Geboortedatum | Nationaliteit | Ploeg 2025                     |
| ------------------ | ------------- | ------------- | ------------------------------ |
| Johannes Adamietz  | 24-05-1998    | Duitsland     | REMBE-rad-net Pro Cycling Team |
| Victor Campenaerts | 28-10-1991    | België        | Team Visma-Lease a Bike        |
| Thomas De Gendt    | 06-11-1986    | België        | Gestopt                        |
| Pascal Eenkhoorn   | 08-02-1997    | Nederland     | Soudal Quick-Step              |
| Jacopo Guarnieri   | 14-08-1987    | Italië        | Gestopt                        |
| Andreas Kron       | 01-06-1998    | Denemarken    | Uno-X Mobility                 |
| Sylvain Moniquet   | 14-01-1998    | België        | Cofidis                        |
| Mathijs Paasschens | 18-03-1996    | Nederland     | Bahrain-Victorious             |
| Maxim Van Gils     | 25-11-1999    | België        | Red Bull-BORA-hansgrohe        |
| Harm Vanhoucke     | 17-06-1997    | België        | Q36.5 Pro Cycling Team         |
| Florian Vermeersch | 12-03-1999    | België        | UAE Team Emirates-XRG          |

## Overwinningen
| Ster van Bessèges 3e etappe: Arnaud De Lie Ronde van Turkije 7e etappe: Elia Viviani Ronde van België 4e etappe: Jenno Berckmoes Jongerenklassement: Alec Segaert Ploegenklassement: *1) |

*1) Ploeg Ronde van België: Aerts, Berckmoes, Currie, Giddings, De Schuyteneer, Segaert, Taminiaux
Burgos-Burpellet-BH · Caja Rural-Seguros RGA · Equipo Kern Pharma · Euskaltel-Euskadi · Israel-Premier Tech · Lotto · Q36.5 Pro Cycling Team · Team Flanders-Baloise · Team Novo Nordisk · Team Polti VisitMalta · Toscana Factory Team Vini Fantini · TotalEnergies · Tudor Pro Cycling Team · Unibet Tietema Rockets · Uno-X Mobility · VF Group-Bardiani CSF-Faizanè · Wagner Bazin WB
1985 · 1986 · 1987 · 1988 · 1989 · 1990 · 1991 · 1992 · 1993 · 1994 · 1995 · 1996 · 1997 · 1998 · 1999 · 2000 · 2001 · 2002 · 2003 · 2004 · 2005 · 2006 · 2007 · 2008 · 2009 · 2010 · 2011 · 2012 · 2013 · 2014 · 2015 · 2016 · 2017 · 2018 · 2019 · 2020 · 2021 · 2022 · 2023 · 2024 · 2025